# Festivalul Internațional de Film de la Vancouver

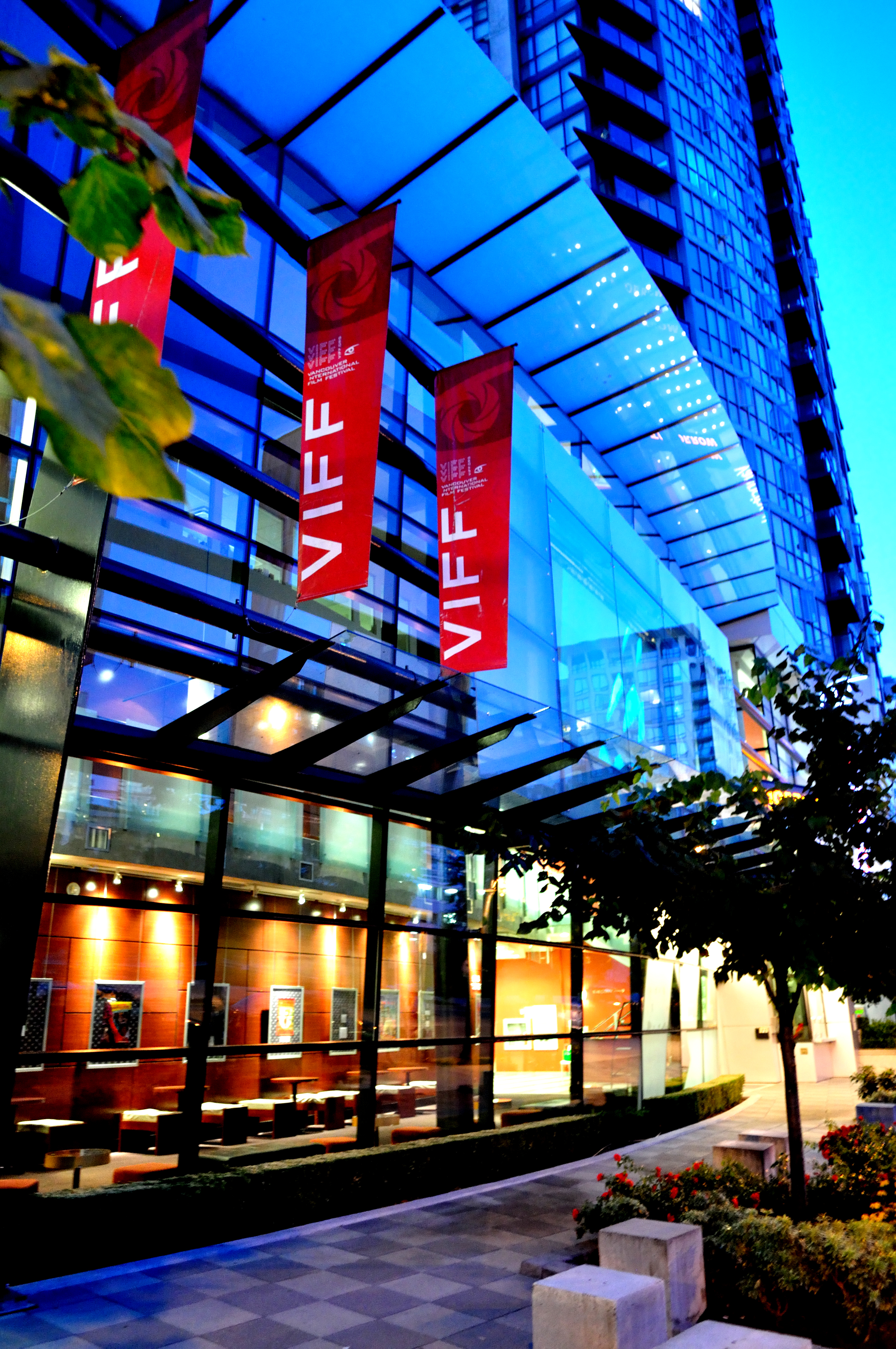
Teatrul Vancity, locul festivalului VIFF.

Festivalul Internațional de Film de la Vancouver (Vancouver International Film Festival sau VIFF) este un festival de film cu o duratâ de două săptămâni, care are loc în fiecare an în orașul canadian Vancouver, BC la sfârșitul lunii septembrie și începutul lunii octombrie.
Festivalul a fost lansat pentru prima dată în 1958; cu toate acestea, cu dificultăți financiare și organizaționale la sfârșitul anilor 1960, a fost întrerupt după festivalul din 1969. Greater Vancouver International Film Festival Society fost înființată la începutul anilor 1980 și a relansat festivalul în forma sa actuală în 1982 de Leonard Schein.
Din 2005, filmele au fost difuzate într-o clădire special construită, Vancouver International Film Center.
La festival sunt proiectate atât filme canadiene, cât și străine. VIFF este considerat o piatră de temelie pentru tinerii realizatori asiatici, deoarece prezintă majoritatea filmelor asiatice în afara Asiei. În 2006, au participat la competiție peste 300 de filme din 50 de țări, aproape un sfert dintre ele fiind documentare. Audiența este în jur de 150.000 persoane.